# Шаухаманов Сеїлбек
Сеїлбек Шаухаманович Шаухаманов (15 травня 1939, село Озгент, тепер Жанакорганського району Кзил-Ординської області, Казахстан — 26 серпня 2018, місто Кизил-Орда, Казахстан) — казахський і радянський державний діяч, голова адміністрації Кизил-Ординської області Республіки Казахстан, 1-й секретар Кизил-Ординського обласного комітету КП Казахстану. Член ЦК КПРС у 1990—1991 роках. Народний депутат Верховної ради Казахської РСР 11—12-го скликань. Депутат Сенату Парламенту Республіки Казахстан (1996—1998). Кандидат економічних наук (1997).

## Життєпис
Народився в селянській родині. Трудову діяльність розпочав у 1956 році обліковцем тракторної бригади машинно-тракторної станції (МТС).
У 1962 році закінчив Казахський сільськогосподарський інститут за спеціальністю «інженер-механік».
У 1962—1965 роках — механік станції технічного обслуговування, інженер-контролер районного об'єднання «Казсільгосптехніка» Чилійського району Кизил-Ординської області.
Член КПРС з 1965 по 1991 рік.
У 1965—1969 роках — 1-й секретар Сирдар'їнського районного комітету ЛКСМ Казахстану Кизил-Ординської області; 1-й секретар Теренозецького районного комітету ЛКСМ Казахстану Кизил-Ординської області.
У 1969—1975 роках — директор радгоспу імені XXI-го партз'їзду Теренозецького району Кизил-Ординської області.
У 1975—1980 роках — 2-й секретар Джалагаського районного комітету КП Казахстану Кизил-Ординської області.
У 1980—1983 роках — голова виконавчого комітету Сирдар'їнської районної ради народних депутатів Кизил-Ординської області.
У 1982 році закінчив Алма-Атинську Вищу партійну школу.
У 1983—1987 роках — 1-й секретар Чиїлійського районного комітету КП Казахстану Кизил-Ординської області.
У 1987 році — інспектор відділу організаційно-партійної роботи ЦК КП Казахстану.
У 1987 — серпні 1989 року — голова виконавчого комітету Талди-Курганської обласної ради народних депутатів Казахської РСР.
25 липня 1989 — 7 вересня 1991 року — 1-й секретар Кизил-Ординського обласного комітету КП Казахстану.
Одночасно в січні 1990 — лютому 1992 року — голова Кизил-Ординської обласної ради народних депутатів.
У лютому 1992 — вересні 1995 року — голова адміністрації Кизил-Ординської області Республіки Казахстан.
У січні 1996 — січні 1998 року — депутат Сенату Парламенту Республіки Казахстан, член Комітету із міжнародних справ, оборони і безпеки.
У березні 1998 — травні 1999 року — заступник голови Агентства із міграції та демографії Республіки Казахстан.
У травні 1999 — серпні 2005 року — радник генерального директора спільного підприємства «КуатАмлонМунай».
З серпня 2005 року — голова Кизил-Ординської обласної ради ветеранів війни та праці.
Помер 26 серпня 2018 року в місті Кизил-Орда.

## Нагороди
- орден «Парасат» (Казахстан) (2009)
- орден «Курмет» (Казахстан) (10.12.2001)
- орден Жовтневої Революції
- орден Трудового Червоного Прапора
- орден Дружби народів
- Почесний громадянин міста Хорезм (Узбекистан)
- Почесний громадянин Сирдар'їнського району Кизил-Ординської області
- Почесний громадянин Кизил-Ординської області